# Scopula bigeminata
Scopula bigeminata är en fjärilsart som beskrevs av W. Warren 1897. Scopula bigeminata ingår i släktet Scopula och familjen mätare. Inga underarter finns listade.